# Liga Premier de Armenia
La Liga Premier de Armenia (en armenio: Հայաստանի Բարձրագույն խումբ, Hayastani Bardzraguyn khumb) es la máxima categoría del sistema de ligas de fútbol de Armenia. Fue creada en 1992 tras la independencia del país y es organizada por la Federación de Fútbol de Armenia.

## Historia de la competición (USSR)
La liga de armenia se celebró en 1936, cuando Armenia era una república integrada en la Unión Soviética. Los clubes del país jugaban la denominada «Liga de la RSS de Armenia», una división regional integrada en las categorías inferiores de la liga de la URSS. El único equipo armenio que llegó hasta la máxima categoría soviética fue el Ararat Ereván, campeón de la edición de 1973.
Después de que Armenia proclamase su independencia de la URSS en 1991, la Federación de Fútbol de Armenia organizó un nuevo campeonato de liga que se disputaría en el año natural. La edición de 1992 sirvió como temporada de transición: contó con veinticuatro clubes, divididos en dos grupos, y deparó un título compartido entre el Shirak Gyumri y el Homenetmen porque ambos habían empatado a puntos. A partir de la temporada 1993 se pasó a un sistema de ligas con ascensos y descensos.
La liga armenia ha adoptado distintos formatos a lo largo de su historia, hasta consolidar el calendario europeo entre agosto y mayo a partir de la temporada 2012-13. La desaparición de varios clubes por problemas económicos conllevó una reducción de participantes hasta el mínimo de seis en 2016. Actualmente la mayoría de los clubes se concentran en Ereván, la capital del país.

## Participantes

### Temporada 2024-25
| Equipos            | Ciudad       | Estadio                           | Capacidad |
| ------------------ | ------------ | --------------------------------- | --------- |
| Alashkert FC       | Ereván       | Estadio Alashkert                 | 6.850     |
| FC Ararat-Armenia  | Ereván       | Academia de Fútbol de Ereván      | 1.428     |
| FC Ararat Ereván   | Ereván       | Estadio Hrazdan                   | 14.403    |
| BKMA               | Ereván       | Academia de Futbol de Ereván      | 1.428     |
| Gandzasar Kapan FC | Kapan        | Gandzasar Stadium                 | 3.500     |
| FC Noah            | Ereván       | Estadio Alashkert                 | 6.850     |
| FC Pyunik Ereván   | Ereván       | Republicano Hanrapetakan          | 14.968    |
| FC Shirak Gyumri   | Shirak       | Gyumri City Stadium               | 4.200     |
| FC Urartu          | Ereván       | Estadio Urartu                    | 4.860     |
| FC Van             | Charentsavan | Estadio Municipal de Charentsavan | 5.000     |
| FC West Armenia    | Ereván       | Estadio Junior Sport              | 1.000     |

## Sistema de competición
La Liga Premier es un torneo organizado y regulado por la Federación de Fútbol de Armenia, conjuntamente con la Primera Liga de Armenia. Se trata de la única liga profesional del país.
La competición se disputa anualmente, desde agosto hasta mayo del año siguiente. Consta de diez participantes y se celebran dos fases. En la primera, siguiendo un sistema de liga, se enfrentarán todos contra todos en dos ocasiones: una en campo propio y otra en el contrario, hasta disputarse un total de 18 jornadas. Y en la segunda quedan divididos en grupos: uno por el campeonato del primero al sexto, y otro por la permanencia del séptimo al décimo. El orden de los encuentros se decide por sorteo antes de empezar.
La clasificación final se establece con arreglo a los puntos totales obtenidos por cada equipo al finalizar el campeonato. Los equipos obtienen tres puntos por cada partido ganado, un punto por cada empate y ningún punto por los partidos perdidos. Si al finalizar el campeonato dos equipos igualan a puntos, existen mecanismos de desempate:
1. El que tenga una mayor diferencia entre goles a favor y en contra, según el resultado de los partidos jugados entre ellos.
2. El que tenga la mayor diferencia de goles a favor, teniendo en cuenta todos los obtenidos y recibidos en el transcurso de la competición.
3. El club que haya marcado más goles.

El campeón nacional se clasificará para la primera ronda clasificatoria de la Liga de Campeones de la UEFA. El segundo y el tercero, así como el Copa de Armenia, tienen derecho a disputar la primera ronda clasificatoria de la Liga Europa Conferencia de la UEFA. El último clasificado desciende a la segunda categoría —Primera Liga de Armenia— y es reemplazado por el campeón de la misma competición, siempre y cuando no sea un filial de otra entidad. La Federación Armenia se reserva el derecho de admisión de nuevos clubes profesionales o en vías de profesionalización.

## Historial

### Época soviéticaRSS de Armenia(1936–1991)
- 1936	FC Dinamo Yerevan
- 1937	FC Dinamo Yerevan
- 1938	Spartak Yerevan
- 1939	Spartak Yerevan
- 1940	Spartak Yerevan
- 1941-44 No disputado
- 1945	Spartak Yerevan
- 1946	FC Dinamo Yerevan
- 1947	FC Dinamo Yerevan
- 1948	FC Dinamo Yerevan
- 1949	FC Dinamo Yerevan
- 1950	Urozhai Yerevan
- 1951	Shinarar Yerevan
- 1952	Spartak Yerevan
- 1953	Karmir Drosh Leninakan
- 1954	Spartak Yerevan
- 1955	FC Khimik Vanadzor
- 1956	FIMA Yerevan
- 1957	Karmir Drosh Leninakan
- 1958	FIMA Yerevan
- 1959	FIMA Yerevan
- 1960	Tekstilshchik Leninakan
- 1961	Tekstilshchik Leninakan
- 1962	Tekstilshchik Leninakan
- 1963	FC Lokomotiv Yerevan
- 1964	FC Khimik Vanadzor
- 1965	FC Araks Yerevan
- 1966	Elektrotehnik Yerevan
- 1967	FC Kotayk Abovian
- 1968	FC Araks Yerevan
- 1969	FC Araks Yerevan
- 1970	Motor Yerevan
- 1971	FIMA Yerevan
- 1972	Zvezda Yerevan
- 1973	FC Kotayk Abovian
- 1974	FIMA Yerevan
- 1975	FC Kotayk Abovian
- 1976	FC Kotayk Abovian
- 1977	FC Araks Yerevan
- 1978	FC Kanaz Yerevan
- 1979	Aragats Gyumri FC
- 1980	Aragats Gyumri FC
- 1981-86 No disputado
- 1987 Aragats Gyumri FC
- 1988	Elektron Yerevan
- 1989	FC Kapan
- 1990	Ararat-2 Yerevan
- 1991  Syunik Kapan

### República Independiente
La siguiente tabla recoge los campeones desde que la Federación de Fútbol de Armenia organizó un campeonato independiente.
| Temporada | Campeón                                              | Subcampeón                                           | Tercero                                              | Notas                                                    |
| --------- | ---------------------------------------------------- | ---------------------------------------------------- | ---------------------------------------------------- | -------------------------------------------------------- |
| 1992      | FC Shirak Gyumri FC Homenetmen                       | -----                                                | FC Banants                                           | Temporada de transición, 24 equipos. Hubo doble campeón. |
| 1993      | FC Ararat Ereván                                     | FC Shirak Gyumri                                     | FC Banants                                           |                                                          |
| 1994      | FC Shirak Gyumri                                     | FC Homenetmen                                        | FC Ararat Ereván                                     |                                                          |
| 1995      | Temporada de transición. No hubo campeón reconocido. | Temporada de transición. No hubo campeón reconocido. | Temporada de transición. No hubo campeón reconocido. | Temporada de transición. No hubo campeón reconocido.     |
| 1995-96   | FC Pyunik Ereván                                     | FC Shirak Gyumri                                     | FC Ereván                                            |                                                          |
| 1996-97   | FC Pyunik Ereván                                     | FC Ararat Ereván                                     | FC Ereván                                            |                                                          |
| 1997      | FC Ereván                                            | FC Shirak Gyumri                                     | FC Erebuni-Homenmen                                  |                                                          |
| 1998      | FC Tsement Ararat                                    | FC Shirak Gyumri                                     | FC Ereván                                            |                                                          |
| 1999      | FC Shirak Gyumri                                     | FC Ararat Ereván                                     | FC Tsement Ararat                                    |                                                          |
| 2000      | FC Araks Ararat                                      | FC Ararat Ereván                                     | FC Shirak Gyumri                                     |                                                          |
| 2001      | FC Pyunik Ereván                                     | FC Zvartnots Ereván                                  | FC Spartak Ereván                                    |                                                          |
| 2002      | FC Pyunik Ereván                                     | FC Shirak Gyumri                                     | FC Banants                                           |                                                          |
| 2003      | FC Pyunik Ereván                                     | FC Banants                                           | FC Shirak Gyumri                                     |                                                          |
| 2004      | FC Pyunik Ereván                                     | FC Mika Ereván                                       | FC Banants                                           |                                                          |
| 2005      | FC Pyunik Ereván                                     | FC Mika Ereván                                       | FC Banants                                           |                                                          |
| 2006      | FC Pyunik Ereván                                     | FC Banants                                           | FC Mika Ereván                                       |                                                          |
| 2007      | FC Pyunik Ereván                                     | FC Banants                                           | FC Mika Ereván                                       |                                                          |
| 2008      | FC Pyunik Ereván                                     | FC Ararat Ereván                                     | Gandzasar Kapan FC                                   |                                                          |
| 2009      | FC Pyunik Ereván                                     | FC Mika Ereván                                       | Ulisses Ereván FC                                    |                                                          |
| 2010      | FC Pyunik Ereván                                     | FC Banants                                           | Ulisses Ereván FC                                    |                                                          |
| 2011      | Ulisses Ereván FC                                    | Gandzasar Kapan FC                                   | FC Pyunik Ereván                                     |                                                          |
| 2012–13   | FC Shirak Gyumri                                     | FC Mika Ereván                                       | Gandzasar Kapan FC                                   |                                                          |
| 2013–14   | FC Banants                                           | FC Shirak Gyumri                                     | FC Mika Ereván                                       |                                                          |
| 2014–15   | FC Pyunik Ereván                                     | Ulisses Ereván FC                                    | FC Shirak Gyumri                                     |                                                          |
| 2015–16   | Alashkert FC                                         | FC Shirak Gyumri                                     | FC Pyunik Ereván                                     |                                                          |
| 2016–17   | Alashkert FC                                         | Gandzasar Kapan FC                                   | FC Shirak Gyumri                                     |                                                          |
| 2017–18   | Alashkert FC                                         | FC Banants                                           | Gandzasar Kapan FC                                   |                                                          |
| 2018–19   | FC Ararat-Armenia                                    | FC Pyunik Ereván                                     | FC Banants                                           |                                                          |
| 2019–20   | FC Ararat-Armenia                                    | FC Noah                                              | Alashkert FC                                         |                                                          |
| 2020–21   | Alashkert FC                                         | FC Noah                                              | FC Urartu                                            |                                                          |
| 2021–22   | FC Pyunik Ereván                                     | FC Ararat-Armenia                                    | Alashkert FC                                         |                                                          |
| 2022–23   | FC Urartu                                            | FC Pyunik Ereván                                     | FC Ararat-Armenia                                    |                                                          |
| 2023–24   | FC Pyunik Ereván                                     | FC Noah                                              | FC Ararat-Armenia                                    |                                                          |
| 2024-25   | FC Noah                                              | FC Ararat-Armenia                                    | FC Urartu                                            |                                                          |

## Palmarés
| Club                  | Títulos | Subcampeonatos | Años de los campeonatos                                                                        |
| --------------------- | ------- | -------------- | ---------------------------------------------------------------------------------------------- |
| FC Pyunik Ereván      | 16      | 3              | 1992, 1996, 1997, 2001, 2002, 2003, 2004, 2005, 2006, 2007, 2008, 2009, 2010, 2015, 2022, 2024 |
| FC Shirak Gyumri      | 4       | 7              | 1992, 1994, 1999, 2013                                                                         |
| Alashkert FC          | 4       | -              | 2016, 2017, 2018, 2021                                                                         |
| FC Urartu             | 2       | 5              | 2014, 2023                                                                                     |
| FC Ararat-Armenia     | 2       | 2              | 2019, 2020                                                                                     |
| FC Araks Ararat †     | 2       | -              | 1998, 2000                                                                                     |
| FC Ararat Ereván      | 1       | 4              | 1993                                                                                           |
| FC Noah               | 1       | 3              | 2025                                                                                           |
| Ulisses Ereván FC †   | 1       | 1              | 2011                                                                                           |
| FC Ereván †           | 1       | -              | 1997                                                                                           |
| FC Mika Ereván †      | -       | 4              |                                                                                                |
| Gandzasar Kapan FC    | -       | 2              |                                                                                                |
| FC Zvartnots Ereván † | -       | 1              |                                                                                                |

- † Equipo desaparecido.

- FC Pyunik Ereván anteriormente llamado FC Homenetmen..
- Araks Ararat anteriormente llamado Tsement Ararat.
- FC Urartu anteriormente llamado FC Banants.

## Goleadores
| 1992    | Vage Jagmuryan                             | FC Ararat Yerevan                          | 31                                         |                                            |                                            |
| 1993    | Andranik Hovsepyan Gegham Oganesyan        | FC Banants Kotayk Homenetmen Yerevan       | 26                                         |                                            |                                            |
| 1994    | Arsen Avetisyan                            | Homenetmen Yerevan                         | 39                                         |                                            |                                            |
| 1995    | Temporada de transición. (No hubo campeón) | Temporada de transición. (No hubo campeón) | Temporada de transición. (No hubo campeón) | Temporada de transición. (No hubo campeón) | Temporada de transición. (No hubo campeón) |
| 1995-96 | Araik Adamyan                              | FC Shirak Gyumri                           | 28                                         |                                            |                                            |
| 1996-97 | Arsen Avetisyan                            | FC Pyunik Ereván                           | 24                                         |                                            |                                            |
| 1997    | Artur Petrosyan                            | FC Shirak Gyumri                           | 18                                         |                                            |                                            |
| 1998    | Ara Hakobyan                               | FC Dvin                                    | 21                                         |                                            |                                            |
| 1999    | Shirak Sarikyan                            | FC Tsement Ararat                          | 20                                         |                                            |                                            |
| 2000    | Ara Hakobyan                               | FC Araks Ararat                            | 21                                         |                                            |                                            |
| 2001    | Arman Karamyan                             | FC Pyunik Ereván                           | 21                                         |                                            |                                            |
| 2002    | Arman Karamyan                             | FC Pyunik Ereván                           | 36                                         |                                            |                                            |
| 2003    | Ara Hakobyan                               | FC Banants Ereván                          | 45                                         |                                            |                                            |
| 2004    | Edgar Manucharyan Galust Petrosian         | FC Pyunik Ereván                           | 21                                         |                                            |                                            |
| 2005    | Nshan Erzrumian                            | FC Kilikia                                 | 18                                         |                                            |                                            |
| 2006    | Aram Hakobyan                              | FC Banants Ereván                          | 25                                         |                                            |                                            |
| 2007    | Marcos Pizzelli                            | FC Ararat Yerevan                          | 22                                         |                                            |                                            |
| 2008    | Marcos Pizzelli                            | FC Ararat Yerevan                          | 17                                         |                                            |                                            |
| 2009    | Arthur Kocharyan                           | Ulisses Ereván FC                          | 17                                         |                                            |                                            |
| 2010    | Marcos Pizzelli Gevorg Ghazaryan           | FC Pyunik Ereván                           | 16                                         |                                            |                                            |
| 2011    | Bruno Correa                               | FC Banants Ereván                          | 16                                         |                                            |                                            |
| 2012–13 | Norayr Gyozalyan                           | FC Impuls Dilijan                          | 22                                         |                                            |                                            |
| 2013–14 | Mihran Manasyan                            | Alashkert FC                               | 18                                         |                                            |                                            |
| 2014–15 | César Romero Zamora Jean-Jacques Bougouhi  | FC Pyunik Ereván FC Shirak Gyumri          | 21                                         |                                            |                                            |
| 2015–16 | Mihran Manasyan Héber Araujo dos Santos    | Alashkert FC                               | 16                                         |                                            |                                            |
| 2016–17 | Mihran Manasyan                            | Alashkert FC                               | 15                                         |                                            |                                            |
| 2017–18 | Artak Yedigaryan Gegham Harutyunyan        | Alashkert FC FC Gandzasar Kapan            | 12                                         |                                            |                                            |
| 2018–19 | Jonel Désiré                               | Lori FC                                    | 17                                         |                                            |                                            |
| 2019–20 | Mory Kone                                  | FC Shirak Gyumri                           | 23                                         |                                            |                                            |
| 2020–21 | Yusuf Otubanjo                             | FC Ararat-Armenia                          | 10                                         |                                            |                                            |
| 2021–22 | Serges Déblé                               | FC Pyunik Ereván                           | 22                                         |                                            |                                            |
| 2022–23 | Luka Juričić Yusuf Otubanjo                | FC Pyunik Ereván                           | 17                                         |                                            |                                            |
| 2023–24 | Artur Miranyan                             | FC Noah                                    | 23                                         |                                            |                                            |